# Kanton La Plaine d’Illibéris
La Plaine d’Illibéris (katalanisch La Plana d'Illiberis) ist seit 2015 ein französischer Kanton in den Arrondissements Céret und Perpignan, im Département Pyrénées-Orientales und in der Region Okzitanien; sein Hauptort ist Elne.

## Gemeinden
Der Kanton besteht aus neun Gemeinden mit insgesamt 33.694 Einwohnern (Stand: 1. Januar 2022) auf einer Gesamtfläche von 78,07 km²:
| Gemeinde                     | Einwohner 1. Januar 2022 | Fläche km² | Dichte Einw./km² | Code INSEE | Postleitzahl | Arrondissement |
| ---------------------------- | ------------------------ | ---------- | ---------------- | ---------- | ------------ | -------------- |
| Alénya                       | 3.712                    | 5,34       | 695              | 66002      | 66200        | Céret          |
| Bages                        | 4.519                    | 11,95      | 378              | 66011      | 66670        | Céret          |
| Corneilla-del-Vercol         | 2.679                    | 5,43       | 493              | 66059      | 66200        | Céret          |
| Elne                         | 9.479                    | 21,29      | 445              | 66065      | 66200        | Céret          |
| Latour-Bas-Elne              | 3.224                    | 3,31       | 974              | 66094      | 66200        | Céret          |
| Montescot                    | 1.595                    | 6,02       | 265              | 66114      | 66200        | Céret          |
| Ortaffa                      | 1.889                    | 8,49       | 222              | 66129      | 66560        | Céret          |
| Théza                        | 2.181                    | 4,83       | 452              | 66208      | 66200        | Céret          |
| Villeneuve-de-la-Raho        | 4.416                    | 11,41      | 387              | 66227      | 66180        | Perpignan      |
| Kanton La Plaine d’Illibéris | 33.694                   | 78,07      | 432              | 6612       | –            | –              |